# Regine Velasquez
Regine Velasquez, de son nom complet Regina Encarnacion Ansong Velasquez, née à Manille (district de Tondo) le 22 avril 1970, est une chanteuse, actrice et animatrice de télévision philippine, ainsi qu'occasionnellement productrice, compositrice et mannequin. Avec plus de sept millions d'albums vendus aux Philippines et plus de trente ans de carrière dans la musique comme au cinéma, elle est communément perçue comme une des artistes les plus influentes du pays,,.

## Biographie

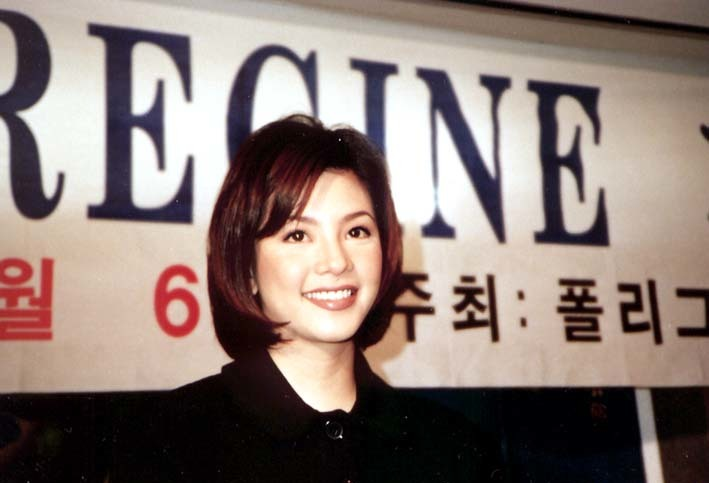
Regine Velasquez en 1996.

### Jeunesse
Elle est née à Manille dans le quartier de Tondo le 22 avril 1970, de Teresita et Gerardo Velasquez. Enfant, son père l'aide à pratiquer le chant. La famille déménage à Balagtas (Bulacan) alors qu'elle a neuf ans. Elle participe à de nombreux concours de chant régionaux pour se faire connaître,.
À 14 ans, elle participe à l'émission de télévision Ang Bagong Kampeon, un télé-crochet national qu'elle remporte après huit semaines de compétition ; elle obtient ainsi un contrat avec OctoArts et réalise le single Love Me Again, qui marque le début d'une longue carrière.

### Carrière dans la chanson

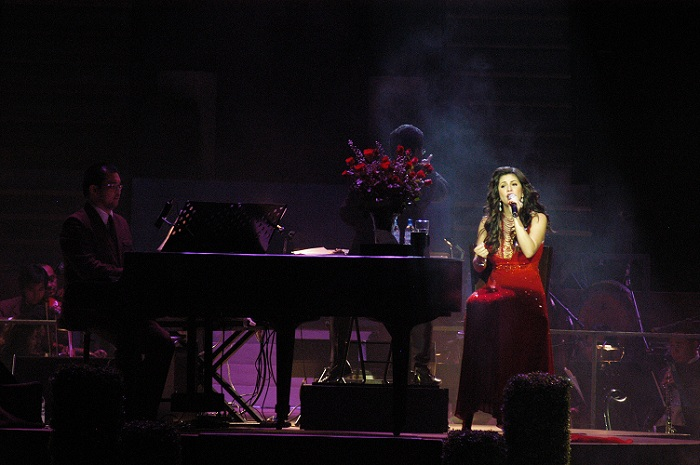
Regine Velasquez en 2006.

Son premier album, Regine, sort en 1987 avec le label Viva Records, qui se vend à environ 20 000 exemplaires. Plusieurs singles issus de l'album se font remarquer, dont Urong sulong, une chanson sur l'amour adolescent. En 1989, elle remporte le Concours Asie-Pacifique de la chanson ; c'est à partir de ce moment que les commentateurs lui attribuent le surnom d'« Asia's Songbird »,.
En 1994 sort Listen Without Prejudice, le meilleur album de sa carrière en termes de vente avec près de 700 000 unités vendues dans le monde. Avec cet album et le suivant, My Love Emotion (1995), Regine Velasquez connaît le succès dans toute l'Asie. En 1999, elle sort son album R2K qui se vend à plus de 500 000 exemplaires, et qui reste son plus grand succès domestique. En 2001, son album Reigne apparaît plus expérimental, renouant avec les thèmes traditionnels de la pop philippine.
Considérée comme une « superstar » en 2002, elle remporte le prix du meilleur artiste philippin aux premiers MTV Asia Awards.

### Carrière au cinéma

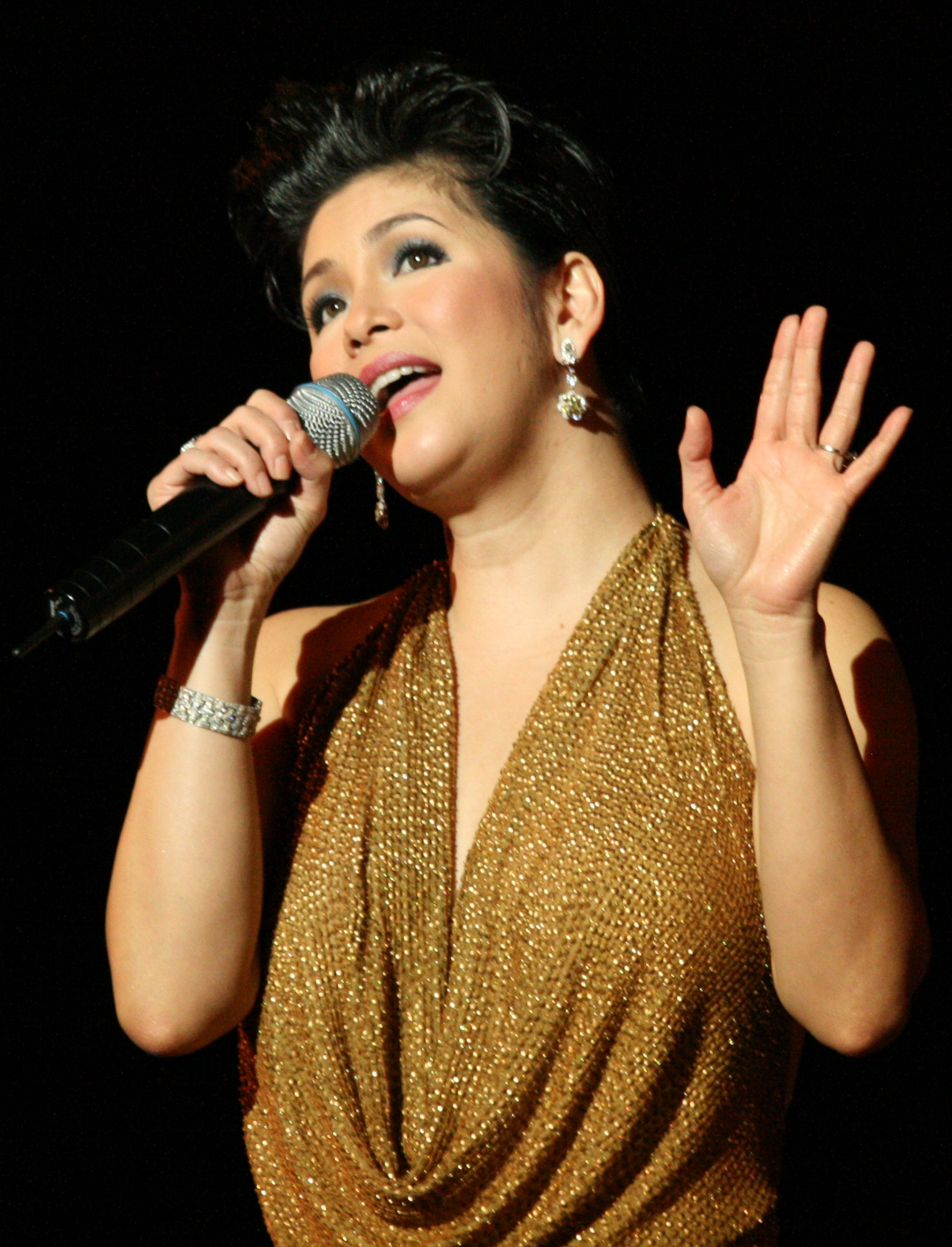
Regine Velasquez en 2008.

Regine Velasquez fait une première apparition au cinéma en 1988 dans The Untouchable Family de Tony Reyes. Après quelques autres petits rôles, elle perce dans le secteur en 1996 avec deux films qui rencontrent le succès au box-office : Wanted Perfect Mother et Do Re Mi. En 1998, elle partage le rôle-titre avec Aga Muhlach pour Dahil may isang ikaw ; les deux acteurs tournent de nombreux autres films ensemble par la suite. Dans les années 2000, elle tourne dans de nombreux films, surtout des comédies romantiques.
En 2012, elle présente sa première émission de télévision, Sarap Diva, un talk-show sur le thème de la cuisine. 

### Vie privée

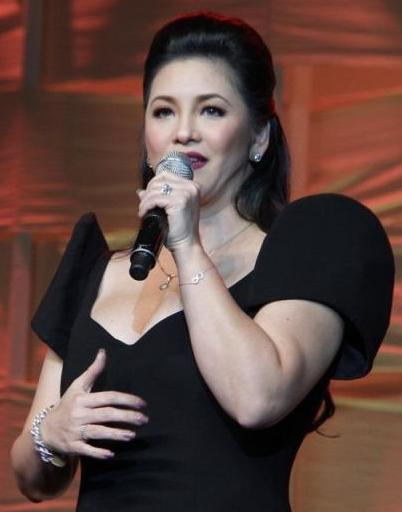
Regine Velasquez en 2015.

Elle épouse le chanteur et acteur Ogie Alcasid en décembre 2010. Ils ont ensemble un fils, Nathaniel James, né le 8 novembre 2011.

## Genre musical
Regine Velasquez s'inscrit essentiellement le genre musical appelé OPM sur l'archipel (pour Original Philippine Music), c'est-à-dire la pop philippine surtout caractérisée pour ses ballades. Elle est surtout populaire pour ses chansons d'amour.

## Réception

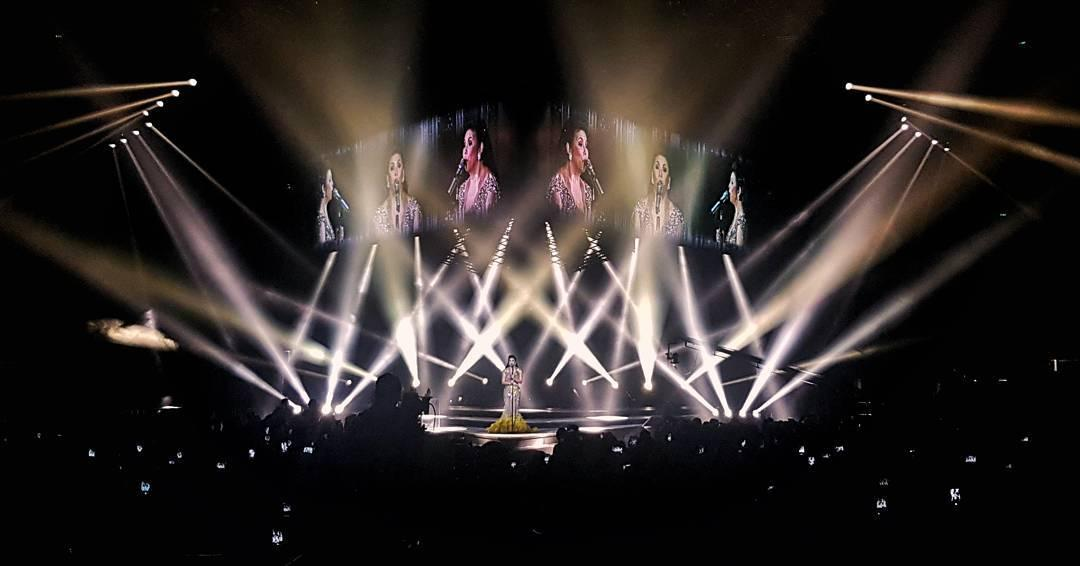
Regine Velasquez en concert en 2017.

Regine Velasquez a vendu plus de sept millions de disques aux Philippines et 1,5 million ailleurs en Asie, faisant d'elle l'artiste des Philippines ayant vendu le plus de disques,.
Elle a, entre autres distinctions, remporté deux prix aux Asian Television Awards (en 2002 et 2003), deux prix aux MTV Asia Awards (meilleur artiste philippin en 2002 et 2003), un total de dix-neuf récompenses aux Awit Awards, dix-huit prix au Box Office Entertainment Awards et treize prix aux Aliw Awards.

## Discographie
Album studio
- 1987 : Regine
- 1990 : Nineteen '90
- 1991 : Tagala Talaga
- 1993 : Reason Enough
- 1994 : Listen Without Prejudice
- 1995 : My Love Emotion
- 1996 : Retro
- 1996 : Love Was Born On Christmas Day
- 1998 : Drawn
- 1999 : R2K
- 2001 : Reigne
- 2004 : Covers, Vol. 1
- 2006 : Covers, Vol. 2
- 2008 : Low Key
- 2010 : Fantasy
- 2013 : Hulog Ka Ng Langit
- 2017 : R3.0

## Filmographie
- « Regine Velasquez » (présentation), sur l'Internet Movie Database